# Estanislao Kocourek
Estanislao Kocourek  (5 de marzo de 1930) es un arquitecto y empresario de la construcción argentino que ha trabajado dentro de la corriente moderna de su país. Dentro de sus obras más importantes, se cuentan: el Hotel Sheraton Iguazú, el Edificio Conurban en Buenos Aires, el conjunto de viviendas Catalinas Sur y varios edificios para el Plan 60 Escuelas del año 1980.
En 1988 recibió el Premio Konex dentro de la categoría Empresarios de la Construcción.

## Obras notables
- 1969/73: Edificio Conurban, en Buenos Aires
- 1972/78: Hotel Internacional Iguazú, en Cataratas de Iguazú
- 1976/80: Torre Madero, en Buenos Aires
- 1980/85: Remodelación del Hospital Argerich, en Buenos Aires
- 1980: Parque Sarmiento, en Buenos Aires
- 1980: Plan maestro para el Parque Almirante Brown: Parque Zoofitogeografico (no realizado), Parque de diversiones Interama y Parque Julio A. Roca, en Buenos Aires
- 1980: Plan 60 Escuelas para la Municipalidad de Buenos Aires
- 1985: Parque Deportivo Jorge Newbery (Club de Amigos), en Buenos Aires